# Litouwen op de Olympische Zomerspelen 2012
Litouwen nam deel aan de Olympische Zomerspelen 2012 in Londen, Verenigd Koninkrijk.

## Medailleoverzicht
| Sport            | Olympiër            | Onderdeel                | Medaille |
| ---------------- | ------------------- | ------------------------ | -------- |
| Moderne vijfkamp | Laura Asadauskaitė  | vrouwen                  | Goud     |
| Zwemmen          | Rūta Meilutytė      | 100m schoolslag (v)      | Goud     |
|                  |                     |                          |          |
| Atletiek         | Austra Skujytė      | zevenkamp (v)            | Brons    |
| Boksen           | Evaldas Petrauskas  | -60kg (m)                | Brons    |
| Worstelen        | Aleksandr Kazakevič | -74kg Grieks-Romeins (m) | Brons    |

## Deelnemers en resultaten
(m) = mannen, (v) = vrouwen

### Atletiek
| Olympiër            | Onderdeel              | Resultaat | Prestatie |
| ------------------- | ---------------------- | --------- | --- |
| Rytis Sakalauskas   | 100m (m)               | 31e       | serie 3: 6de in 10,29 |
| Marius Ziukas       | 20km snelwandelen (m)  | 40e       | 1:24.45 |
| Tadas Suskevicius   | 50km snelwandelen (m)  | 46e       | 4:08.16 |
| Povilas Mykolaitis  | verspringen (m)        | 26e       | kwalificatie groep B: 12de met 7,61m |
| Raivydas Stanys     | hoogspringen (m)       | 27e       | kwalificatie groep B: 15de met 2,16m |
| Virgilijus Alekna   | discuswerpen (m)       | 4e        | kwalificatie groep A: 4de met 63,88m finale: 4de met 67,38m |
| Darius Draudvila    | tienkamp (m)           | 25e       | 7557 punten 0872 punten, 100m (10,95) 0842 punten, verspringen (7,12) 0800 punten, kogelstoten (15,17m) 0767 punten, hoogspringen (1,96m) 0809 punten, 400m (50,13) 0865 punten, 110m horden (14,87) 0796 punten, discuswerpen (46,43m) 0673 punten, polsstokhoogspringen (4,20m) 0591 punten, speerwerpen (50,16m) 0542 punten, 1500m (5.03,14) |
|                     |                        |           | |
| Lina Grincikaite    | 100m (v)               | 17e       | serie 3: 4de in 11,19 halve finale 3: 7de in 11,30 |
| Sonata Tamosaityte  | 100m horden (v)        | 34e       | serie 5: 5de in 13,59 |
| Egle Staisiunaite   | 400m horden (v)        | 34e       | serie 1: 5de in 57,79 |
| Rasa Drazdauskaitė  | marathon (v)           | 27e       | 2:29.29 |
| Remalda Kergyte     | marathon (v)           | 75e       | 2:39.01 |
| Diana Lobacevske    | marathon (v)           | 28e       | 2:29.32 |
| Neringa Aidietyte   | 20 km snelwandelen (v) | 39e       | 1:34.01 |
| Kristina Saltanovic | 20 km snelwandelen (v) | 21e       | 1:31.04 |
| Brigita Virbalyte   | 20 km snelwandelen (v) | 26e       | 1:31.58 |
| Airinė Palšytė      | hoogspringen (v)       | 11e       | kwalificatie groep A: 6de met 1,93m finale: 11de met 1,89m |
| Zinaida Sendriute   | discuswerpen (v)       | 9e        | kwalificatie groep B: 5de met 62,79m finale: 9de met 61,68m |
| Indre Jakubaityte   | speerwerpen (v)        | 18e       | kwalificatie groep B: 9de met 59,05m |
| Austra Skujyte      | zevenkamp (v)          | 5e        | 6599 punten 0978 punten, 100 m horden (14,00) 1132 punten, hoogspringen (1,92m) 1016 punten, kogelstoten (17,31m) 0848 punten, 200 m (25,43) 0927 punten, verspringen (6,25) 0882 punten, speerwerpen (51,13m) 0816 punten, 800 m (2.20,59) |

### Badminton
| Olympiër            | Onderdeel     | Resultaat | Prestatie                                                                                 |
| ------------------- | ------------- | --------- | ----------------------------------------------------------------------------------------- |
| Akvilė Stapušaitytė | enkelspel (v) | 33e       | groep F: 3de V van NED Yao: 0-2 (16-21, 7-21) V van ISL Ingólfsdóttir: 0-2 (10-21, 16-21) |

### Basketbal
| Olympiër | Onderdeel | Resultaat | Prestatie |
| --- | --------- | --------- | --- |
| Tomas Delininkaitis Deividas Dulkys Paulius Jankunas Sarunas Jasikevicius Robertas Javtokas Mantas Kalnietis Rimantas Kaukenas Linas Kleiza Jonas Maciulis Martynas Pocius Darius Songaila Jonas Valanciunas | mannen    | 5e        | groep A: 4de V van Argentinië: 79-102 W van Nigeria: 72-53 V van Frankrijk: 74-82 V van Verenigde Staten: 94-99 W van Tunesië: 76-63 Kwartfinale: V van Rusland: 74-83 |

| Groep A |                  |             |             |             |        |        |        |        |
| #       | Land             | Wedstrijden | Wedstrijden | Wedstrijden | Punten | Punten | Punten | Punten |
| #       | Land             | G           | W           | V           | V      | T      | Saldo  | Punten |
| 1       | Verenigde Staten | 5           | 5           | 0           | 589    | 398    | +191   | 10     |
| 2       | Frankrijk        | 5           | 4           | 1           | 376    | 378    | -2     | 9      |
| 3       | Argentinië       | 5           | 3           | 2           | 448    | 424    | +24    | 8      |
| 4       | Litouwen         | 5           | 2           | 3           | 395    | 399    | -4     | 7      |
| 5       | Nigeria          | 5           | 1           | 4           | 338    | 456    | -118   | 6      |
| 6       | Tunesië          | 5           | 0           | 5           | 320    | 411    | -91    | 5      |

| Ronde       | Datum  | Plaats     | Land   | Score            | Land |
| ----------- | ------ | ---------- | ------ | ---------------- | ---- |
| Groepsfase  |        |            |        |                  |      |
| 29 juli     | Londen | Argentinië | 102-79 | Litouwen         |      |
| 31 juli     | Londen | Litouwen   | 72-53  | Nigeria          |      |
| 2 augustus  | Londen | Frankrijk  | 82-74  | Litouwen         |      |
| 4 augustus  | Londen | Litouwen   | 94-99  | Verenigde Staten |      |
| 6 augustus  | Londen | Tunesië    | 63-76  | Litouwen         |      |
| Kwartfinale |        |            |        |                  |      |
| 8 augustus  | Londen | Rusland    | 83-74  | Litouwen         |      |

### Boksen
| Olympiër              | Onderdeel | Resultaat | Prestatie |
| --------------------- | --------- | --------- | --- |
| Evaldas Petrauskas    | -60kg (m) | Brons     | 1ste ronde: W van HUN Varga: 20-12 2de ronde: W van TUR Keles: 16-12 kwartfinale: W van ITA Valentino: 16-14 halve finale: V van KOR Han: 13-18 |
| Egidijus Kavaliauskas | -69kg (m) | 9e        | 1ste ronde: vrij 2de ronde: V van GBR Evans: 7-11                                                                                               |

### Gymnastiek
| Olympiër        | Onderdeel                | Resultaat | Prestatie |
| --------------- | ------------------------ | --------- | --- |
| Rokas Guscinas  | paard voltige (m)        | 17e       | kwalificatie: 17de met 14,366 punten                                                                                              |
|                 |                          |           | |
| Laura Svilpaite | individuele meerkamp (v) | 50e       | kwalificatie: 50ste sprong: 12,233 (80e) brug ongelijk: 13,500 (39e) balk: 11,900 (71e) vloer: 12,666 (64e) totaal: 50,299 punten |

### Judo
| Olympiër           | Onderdeel  | Resultaat | Prestatie                                                                     |
| ------------------ | ---------- | --------- | ----------------------------------------------------------------------------- |
| Karolis Bauza      | -90kg (m)  | 9e        | 1ste ronde: W van FRA Buffet: waza-ari 2de ronde: V van GRE Iliadis: waza-ari |
| Marius Paskevicius | +100kg (m) | 9e        | 1ste ronde: W van VAN Fiakaifonu: waza-ari 2de ronde: V van BRA Silva: ippon  |

### Kanovaren
| Olympiër           | Onderdeel    | Resultaat | Prestatie                                                                    |
| ------------------ | ------------ | --------- | ---------------------------------------------------------------------------- |
| Jevgenij Shuklin   | C-1 200m (m) | DSQ       | gediskwalificeerd                                                            |
| Egidijus Balciunas | K-1 200m (m) | 10e       | serie 1: 4de in 36,173 halve finale 2: 5de in 36,495 finale B: 2de in 37,995 |

### Moderne vijfkamp
| Olympiër              | Onderdeel | Resultaat | Prestatie |
| --------------------- | --------- | --------- | --- |
| Justinas Kinderis     | mannen    | 8e        | schermen: 15 overwinningen; 760 punten (25e) zwemmen: 2.04,35; 1308 punten (15e) paardrijden: 60 strafpunten; 1140 punten (12e) hardlopen/schieten: + 2,42; 2524 punten (2e) Totaal: 5732 punten |
|                       |           |           | |
| Laura Asadauskaitė    | vvrouwen  | Goud      | schermen: 23 overwinningen; 952 punten (3e) zwemmen: 2.18,67; 1136 punten (17e) paardrijden: 20 strafpunten; 1180 punten (3e) hardlopen/schieten: + 49,64; 2140 punten (6e) Totaal: 5408 punten  |
| Gintare Venckauskaite | vvrouwen  | 12e       | schermen: 10 overwinningen; 640 punten (34e) zwemmen: 2.16,88; 1160 punten (11e) paardrijden: 40 strafpunten; 1160 punten (6e) hardlopen/schieten: + 30,63; 2216 punten (2e) Totaal: 5176 punten |

### Roeien
| Olympiër                           | Onderdeel       | Resultaat | Prestatie |
| ---------------------------------- | --------------- | --------- | --- |
| Mindaugas Griskonis                | skiff (m)       | 8e        | serie 2: 4de in 6.46,56 herkansingen: 1ste in 7.00,19 kwartfinale 1: 3de in 7.00,80 halve finale 1: 5de in 7.31,72 finale B: 2de in 7.15,32 |
| Rolandas Mascinskas Saulius Ritter | dubbel-twee (m) | 6e        | serie 1: 2de in 6.17,78 halve finale 2: 2de in 6.21,62 finale: 6de in 6.42,96                                                               |
|                                    |                 |           | |
| Donata Vistartaite                 | skiff (v)       | 8e        | serie 1: 2de in 7.43,07 kwartfinale 3: 3de in 7.45,68 halve finale 1: 5de in 7.56,05 finale B: 2de in 7.47,94                               |

### Schietsport
| Olympiër             | Onderdeel | Resultaat | Prestatie                                   |
| -------------------- | --------- | --------- | ------------------------------------------- |
| Daina Gudzineviciute | trap (v)  | 14e       | kwalificatie: 14de met 66 punten (24-22-20) |

### Wielersport
| Olympiër             | Onderdeel        | Resultaat | Prestatie |
| Baan                 | Baan             | Baan      | Baan |
| -------------------- | ---------------- | --------- | --- |
| Simona Krupeckaite   | keirin (v)       | 7e        | serie 3: 2de halve finale: 5de finale B: 1ste 1e |
| Simona Krupeckaite   | sprint (v)       | 5e        | kwalificatie: 8ste in 11,234 1ste ronde: W van NED Kanis: 11,528 2de ronde: W van BLR Panarina: 11,486 kwartfinale: V van GER Vogel: 0-2 5-8ste plek: 1ste |
| BMX                  |                  |           | |
| Vilma Rimsaite       | vrouwen          | 13e       | plaatsingsronde: 14de in 42,162 halve finale 2: 7de met 19 punten                                                                                          |
| Weg                  |                  |           | |
| Gediminas Bagdonas   | wegwedstrijd (m) | 59e       | 5:46.37 |
| Ramunas Navardauskas | wegwedstrijd (m) | 47e       | 5:46.37 |
| Ramunas Navardauskas | tijdrit (m)      | 21e       | 55.12,32 |

### Worstelen
| Olympiër            | Onderdeel      | Resultaat      | Prestatie |
| Grieks-Romeins      | Grieks-Romeins | Grieks-Romeins | Grieks-Romeins |
| ------------------- | -------------- | -------------- | --- |
| Edgaras Venckaitis  | -66kg (m)      | 7e             | kwalificatie: W van ALG Serir: 3-1 2de ronde: W van KAZ Bayakhmetov: 3-1 kwartfinale: V van KOR Kim: 0-3 herkansingen: V van CUB Herrera: 1-3                       |
| Aleksandr Kazakevič | -74kg (m)      | Brons          | kwalificatie: vrij 1ste ronde: W van HUN Bacsi: 5-0 kwartfinale: W van SWE Rosengren: 3-1 halve finale: V van RUS Vlasov: 0-3 bronzen finale: W van DEN Madsen: 3-0 |

### Zeilen
| Olympiër         | Onderdeel        | Resultaat | Prestatie                                   |
| ---------------- | ---------------- | --------- | ------------------------------------------- |
| Juozas Bernotas  | RS:x (m)         | 12e       | 120 punten: (9-13-13-8-9-13-11-17-27-27-)   |
| Rokas Milevicius | laser (m)        | 42e       | 339 punten: (37-37-33-38-43-37-40-43-31-46) |
|                  |                  |           |                                             |
| Gintare Scheidt  | laser radial (v) | 6e        | 82 punten: (2-13-9-10-3-14-11-7-7-6-14)     |

### Zwemmen
| Olympiër            | Onderdeel            | Resultaat | Prestatie                                                                                  |
| ------------------- | -------------------- | --------- | ------------------------------------------------------------------------------------------ |
| Mindaugas Sadauskas | 100m vrije slag (m)  | 28e       | serie 5: 4de in 49,78                                                                      |
| Giedrius Titenis    | 100m schoolslag (m)  | 8e        | serie 6: 3de in 59,68 halve finale 2: 2de in 59,66 finale: 8ste in 1.00,84                 |
| Giedrius Titenis    | 200m schoolslag (m)  | 11e       | serie 5: 3de in 2.10,36 halve finale 1: 5de in 2.09,95                                     |
| Vytautas Janusaitis | 100m vlinderslag (m) | 39e       | serie 2: 7de in 54,17                                                                      |
| Vytautas Janusaitis | 200m wisselslag (m)  | 13e       | serie 5: 7de in 1.59,84 halve finale 1: 6de in 2.00,13                                     |
|                     |                      |           |                                                                                            |
| Rūta Meilutytė      | 50m vrije slag (v)   | 26e       | serie 5: 1ste in 25,55                                                                     |
| Rūta Meilutytė      | 100m vrije slag (v)  | 29e       | serie 4: 5de in 56,33                                                                      |
| Rūta Meilutytė      | 100m schoolslag (v)  | Goud      | serie 4: 1ste in 1.05,56 (NR) halve finale 2: 1ste in 1.05,21 (ER) finale: 1ste in 1.05,47 |